# Günter Zittel
Günter Zittel (* 15. Januar 1952 in Karlsruhe) ist ein deutscher Fußballtrainer der Fédération Internationale de Football Association (FIFA).
Zittel studierte in Karlsruhe, Berlin und Heidelberg Deutsch und Sport und beendete seine Ausbildung zum Gymnasiallehrer in Stuttgart. Als Amateurfußballer spielte er Anfang der 1970er Jahre beim ASV Durlach. Seit 1986 hat er die DFB-Fußballlehrerlizenz. Nachdem er einige unterklassige Vereine trainiert hatte, war er in der Saison 1989/90 Assistenztrainer von Willi Bierofka beim TSV 1860 München in der Bayernliga. Anschließend arbeitete er wieder als Pädagoge und nur noch nebenberuflich als Trainer. 
1999 erhielt er vom Auswärtigen Amt, von der Deutschen Gesellschaft für Technische Zusammenarbeit und dem DFB den Auftrag, in Kampala das Projekt für den Auf- und Ausbau des Fußballsports in Uganda zu leiten. Diese Aufgabe nahm er bis März 2004 wahr. Später in diesem Jahr leitete er Kurse für Jugendtrainer in Mazedonien. Die Ausbildung von Trainern im Namen des Auswärtigen Amtes, von DFB, NOK und FIFA führten ihn in den folgenden Jahren nach Guyana, Grenada, St. Lucia und Botswana. Von Mai bis Juli 2007 war er in Madagaskar tätig, wo er unter anderem der Nationalmannschaft in der Qualifikation zur Afrikameisterschaft beratend zur Seite stand.